# Aspila hungarica
Aspila hungarica är en fjärilsart som beskrevs av Kovacs 1950. Aspila hungarica ingår i släktet Aspila och familjen nattflyn. Inga underarter finns listade i Catalogue of Life.